# Batalla de Frastanz
La batalla de Frastanz fue un enfrentamiento armado librado en 1499 durante la Guerra de Suabia entre las fuerzas del Sacro Imperio Romano Germánico y la Antigua Confederación Suiza, con victoria de las segundas.

## Antecedentes
Durante el conflicto, las tropas de los Habsburgo lanzaron varias incursiones contra territorio suizo, en una de ellas los confederadores respondieron enviando un ejército a Vorarlberg. En Frastanz, cerca de Feldkirch, los soldados imperiales bloquearon su paso al valle de Montafon con un fuerte de madera o letzi. 

## Batalla
Entendiendo que un ataque frontal al letzi era inútil, los confederados enviaron 2.000 a 3.000 soldados mandados por el uranés Heinrich Wolleb a través de la montaña Roya para flanquear la defensa enemiga, atacar a las tropas de Tirol y asaltar el principal campamento imperial. Otros 5.000 tropas comandados por el conde Ulrich von Hohensax avanzaría hasta el pie de la montaña y atacaría el letzi. Otros 1.600 hombres de los Grisones se quedarían como reserva para impedir que la guarnición de Feldkrich no interviniera.
Wolleb venció rápidamente a los tiroleses y en un lugar llamado Fellengatter se reunió con la división de Hohensax. Fue entonces cuando los lansquenetes de la Liga de Suabia (liderados por Johann von Königsegg) atacaron pero fueron rechazados, choque en el que Wolleb murió de un disparo. Los soldados imperiales fueron forzados a retirarse y muchos se ahogaron tratando de cruzar el río Ill, que estaba crecido por los deshielos de primavera.

## Consecuencias
Los suizos acamparon tres días en el campo de batalla y saquearon las aldeas cercanas. Continuaron su campaña hasta imponerse en la decisiva batalla de Dornach.